# Păulești (Vrancea)
Păulești es una comuna ubicada en el distrito de Vrancea, Rumania.

## Superficie
Posee una superficie de 173,4 kilómetros cuadrados.

## Demografía
Hasta 2021 la población era de 1815 habitantes, con una densidad de población de 10,46 habitantes por kilómetro cuadrado.